# Флоринський Тимофій Дмитрович
Тимофій Дмитрович Флоринський (рос. Флори́нский Тимофе́й Дми́триевич, *28 жовтня 1854, Санкт-Петербург — †2 травня 1919, Київ) — російський славіст та візантолог, доктор наук, дійсний статський радник. Мав яскраво виражені москвофільсько-українофобські погляди.
У 1897-1898 роках оприлюднив в москвофільських українофобських київських часописах "Киевлянин" (загальнотематична газета) та  «Университетские Известия» (часопис Київського університету ім. Шевченка (тоді св. Володимира)) серію памфлетів супроти української мови та української літератури, де заперечив апріорі можливість існування окремої української мови та літератури та заявив що українська мова є наріччям російської. Був також причетним до заборони та ліквідації україномовної преси у Підросійській Україні у 1800-х та 1900-х роках.

## Життєпис
Народився в родині ключника Петропавлівського собору протоієрея Дмитра Іродіоновича Флоринського, магістра богослов'я та історика Церкви.
Навчався у Санкт-Петербурзькій 3-й гімназії, потім — закінчив у 1876 р. історико-філологічний факультет у Санкт-Петербурзькому університеті. Навчався у професорів В. І. Ламанского та В. Г. Васильєвського. Отримав золоту медаль за роботу «Критичний розбір свідоцтв Костянтина Порфірородного про південних слов'ян» (рос. Критический разбор свидетельств Константина Порфирородного о южных славянах). Після закінчення курсу був залишений для підготовки до професорського звання.
У 1881 р. захистив магістерську дисертацію «Південні слов'яни і Візантія у другій чверті XIV століття» (рос. Южные славяне и Византия во второй четверти XIV века). Доцент кафедри Слов'янської Філології Київського університету (з 1882), викладач історії слов'янських літератур на Вищих жіночих курсах у Києві (з 1884 р.), заслужений ординарний професор Київського Університету (від 1888 р.), декан історико-філологічного факультету (1890—1905 рр.), заступник голови київського неослов'янофільського і українофобського Київського Слов'янського Благодійного Товариства, яке спеціалізувалося у допомозі галицьким москвофілам й агітації за участь Російської імперії у Першій світовій війні, редактор його органу «рос. Славянский Ежегодник» (1884 і наступні pp.). Був членом Київського клубу російських націоналістів.
У 1888 р. захистив докторську дисертацію «Пам'ятники законодавчої діяльності Душана, царя сербів і греків» (рос. Памятники законодательной деятельности Душана, царя сербов и греков).
Від 1882 р. — член Історичного товариства імені Нестора Літописця при Київському Університеті. Був членом-кореспондентом Південно-Слов'янської Академії наук в Загребі (з 1890 р.), Королівського Чеського товариства наук в Празі (з 1891 р.), Сербської королівської Академії (з 1897 р.), членом Чеської Академії імператора Франтішка Йосифа (з 1898 р.), Російського Археологічного інституту в Константинополі (з 1895 р.), Імператорського Московського археологічного товариства (з 1896 р.), Слов'янського допоміжного товариства в Москві (з 1903 р.), Церковно-історичного та археологічного товариства при Київській духовній академії (з 1904 р.), почесним членом Слов'янського благодійного товариства в Болгарії (з 1904 р.), лауреатом Макаріївської премії (у 1889 р.) та премії імені М. В. Ломоносова (у 1897 р.).
У 1885 р. одружився з Вірою Іванівною Кремковою (з початку 1920-х вона на еміграції).
Від 1898 р. — член-кореспондент Імператорської АН на Відділенні російської мови і красного письменства, почесний член Галицько-Російського Товариства, заснованого 1902 р. у Росії для допомоги галицьким москвофілам, шеф Комітету у справах друку (цензури) в Києві на початку Першої світової війни, який спричинився до ліквідації української преси.
У 1899 р. оприлюднив в українофобському «рос. Киевлянине» памфлет проти прав української мови «Малорусский язык и, українсько-руський' літературний сепаратизм» (згодом виданий окремо книжкою в СПб у 1900 році), внаслідок чого виникла дискусія на сторінках тогочасної київської преси (проти памфлету виступили зокрема Володимир Науменко та Кость Михальчук).
Флоринський був другом Ю. А. Кулаковського, М. П. Дашкевича, О. І. Соболевського.
У 1906—1907 рр. — був директором Київського приватного жіночого комерційного училища.
У 1909 р. — став головуючим у Київському тимчасовому комітеті у справах друку, київський цензор з іноземної цензури.
У 1910—1917 рр. — був головою професорського дисциплінарного суду при Університеті Св. Володимира.
У 1915 р. він став товаришем голови Благодійного Комітету «Київ — галичанам».
У 1916—1917 рр. — був військовим цензором.
У 1919 р., за переданим у руки чекістів списком російських монархістів Києва був заарештований та розстріляний. Після відходу більшовиків спотворене тіло Флоринського було урочисто поховано коло Аскольдової могили — поруч з його старшим сином Сергієм, загиблим на фронті в 1916 році. Пізніше прах обох був перенесений вдовою — В. І. Флоринською — на Лук'янівський цвинтар м. Києва.

## Праці
Візантологічні та славістичні дослідження в «рос. Сборнике статей по славяноведению» учнів В. Ламанського (1883),
- (рос.)Лекции по славянскому языкознанию: В 2 ч., К., 1895. Ч. 1. 530 с.; 1 — 2 (1893—1897 рр., без східнослов'янських мов); його
- (рос.)«Этнографическая карта Западного славянства и Западной Руси: Приложение. Объяснения. Источники и пособия. Статистические данные. Поправки». К., 1911 р.;

ідеологічно мотивувала російську участь у Першій світовій війні.
- (рос.)Византия во второй четверти XIV века. // СПб., 1879.
- (рос.)Афонские акты и фотографические снимки с них в собраниях П. И. Севастьянова. // СПб., 1880.
- (рос.)Константин Порфирородный как писатель о южных славянах перед судом новейшей критики. // ЖМНП. 1880. № 1.
- (рос.)Новые материалы для истории Дубровника. // ЖМНП. 1880. № 9.
- (рос.)Вступительная лекция. // Университетские известия (УИ). 1882. № 4, ч. 2.
- (рос.)Южные славяне и Византия во второй четверти XIV века: В 2 вып. // СПб., 1882.
- (рос.)Новые книги по южнославянской истории. // УИ. 1883. № 4.
- (рос.)Новые материалы по истории Греции в средние века. // УИ. 1883. № 10.
- (рос.)Политическая и культурная борьба на Греческом Востоке в первой половине XIV века. // УИ. 1883. № 2, № 3, № 9.
- (рос.)В. В. Макушев: некролог. // Славянский ежегодник. К., 1884.
- (рос.)Юбилей В. И. Ламанского. // Славянский ежегодник. К., 1884.
- (рос.)Юрий Даничич: некролог. // Славянский ежегодник. К., 1884.
- (рос.)Юбилей Франца Миклошича. // Славянский ежегодник. К., 1884.
- (рос.)Гус и Виклеф. // УИ. 1884. № 5.
- (рос.)Новые книги по этнографии и истории славян. // УИ. 1884. № 10.
- (рос.)Новый русский труд по истории Византии. // УИ. 1884. № 8.
- (рос.)Заметки о новых книгах по славяноведению. // УИ. 1885. № 2.
- (рос.)Изучение болгарской народной старины. // УИ. 1885. № 9.
- (рос.)Новости сербской литературы. // УИ. 1885. № 3.
- (рос.)Польский ученый труд о Дубровнике. // УИ. 1886. № 5.
- (рос.)Словенская Матица и её издания. // УИ. 1886ю № 2.
- (рос.)Заметки о новых трудах по славянской филологии и истории. // УИ. 1887. № 7.
- (рос.)Памятники законодательной деятельности Душана, царя сербов и греков: хрисовулы, сербский Законник, сборники византийских законов. К., 1887. 492 с.
- (рос.)Новые книги по сербской истории. // УИ. 1888. № 7.
- (рос.)В память пятисотлетия Косовской битвы. // УИ. 1889. № 11, ч. 2.
- (рос.)Новейшие исследования архимандрита Илариона Рувараца. // УИ. 1889. № 12.
- (рос.)Новые книги по славяноведению. // УИ. 1889. № 1; 1891. № 7.
- (рос.)Новое открытие в области глаголицы и вопрос о происхождении славянского миссала. // УИ. 1890. № 11.
- (рос.)Памяти Миклошича. // УИ. 1891. № 4.
- (рос.)Глаголический Миссал Хервои, воеводы Боснийского и герцога Сплитского. // УИ. 1892. № 1.
- (рос.)Ян Амос Коменский, друг человечества. // УИ. 1892. № 4, ч. 2.
- (рос.)Новейшие труды по изучению южнославянской старины и народности. // УИ. 1894. № 12.
- (рос.)Жизнь и труды д-ра Фр. Рачкого, первого председателя Югославянской академии. // УИ. 1895. № 12.
- (рос.)Западные славяне в начале и конце XIX века. // К., 1895.
- (рос.)Новые труды по славяноведению. // УИ. 1895. № 7.
- (рос.)Обзор важнейших трудов по славяноведению за 1895—1896 гг. // УИ. 1896. № 5.
- (рос.)Лекции по славянскому языкознанию: В 2 ч., СПб.; К., 1897. Ч. 2. 712 с.
- (рос.)Успехи научной разработки польского языка за последние двадцать пять лет. // УИ. 1897. № 8.
- (рос.)Несколько слов о малорусском языке (наречии) и новейших попытках усвоить ему роль органа науки и высшей образованности. К., 1899 (отклик: Антонович В. Б. К вопросу о галицко-русской литературе (По поводу статьи проф. Т. Д. Флоринского). // Киевская старина. 1900. Кн. 3).
- (рос.)Пушкин и Челяковский. // УИ. 1899. № 5, ч. 2.
- (рос.)О происхождении и имени моравских Валахов. // Доклад на XI Археологическом съезде в Киеве. Август 1899 г.
- (рос.)История сербо-хорватской литературы. К., 1900.
- (рос.)Зарубежная Русь и её горькая доля. К., 1900.
- (рос.)Малорусский язык или «украінсько-руський» литературный сепаратизм. СПб., 1900.
- (рос.)Тревожные вопросы дня в Славянском мире. // Киевлянин. 1901. № 133.
- (рос.)Отзыв о сочинении г-на Фридриха Вестберга «Комментарий на записку Ибрагима Ибн-Якуба о славянах» // Отчет о сорок втором присуждении наград графа С. С. Уварова. СПб., 1902.
- (рос.)Отзыв о сочинении приват-доцента В. А. Францева «Очерки по истории чешского возрождения», представленном для получения степени магистра славянской филологии // УИ. 1903. № 7, ч. 1.
- (рос.)Рецензия на сочинение А. Н. Ясинского «Очерки и исследования по социальной и экономической истории Чехии в средние века» (Юрьев, 1901) // Отчет о присуждении Ломоносовской премии в 1901 году. СПб., 1903.
- (рос.)Фёдор Яковлевич Фортинский: некролог. // Чтения в Историческом обществе Нестора Летописца. 1903. Кн. 17, вып. 2.
- (рос.)Древнейший памятник болгарского права // Сборник статей по истории права в честь М. Ф. Владимирского-Буданова. К., 1904.
- (рос.)Дубровницкий статут 1272 года. // Новый сборник статей по славяноведению, составленный и изданный учениками В. И. Ламанского. СПб., 1905.
- (рос.)Славянофильство Т. Г. Шевченка. // УИ. 1906. № 8.
- (рос.)Славянское племя: Статистико-этнографический обзор современного славянства (с прил. 2-х этнографич. карт). К., 1907.
- (рос.)Отзыв о сочинении профессора Императорского Варшавского университета В. А. Францева «Польское славяноведение конца XVIII и первой четверти XIX века». (Прага, 1906) // УИ. 1907. № 7, ч. 1.
- (рос.)Славяноведение: Курс лекций. К., 1911 (гектограф.).
- (рос.)Рабство и торговля рабами в Дубровнике по данным статута 1272 г. и его продолжений. // Serta Borysthenica: Сборник в честь заслуженного профессора Императорского университета св. Владимира Юлиана Андреевича Кулаковского. К., 1911.
- (рос.)Курс славяно-русской палеографии. К., 1913 (гектограф.).
- (рос.)Критико-библиографический обзор новейших трудов и изданий по славяноведению: 1898—1913 гг. К., 1913.
- (рос.)Новая этнографическая карта Южной Македонии. // УИ. 1914. № 1, ч. 2.
- (рос.)Пособие к лекциям по истории чехов. К., 1915 (гектограф.).
- (рос.)Отзыв о сочинении А. Л. Петрова «Материалы для истории Угорской Руси» (СПб., 1911) // Записки Императорской академии наук: Отчет о пятьдесят четвёртом присуждении наград графа С. С. Уварова. Пг, 1915. Т. 12. Прил. № 6.
- (рос.)Докладная записка по вопросу о введении преподавания малорусского языка в средних ученбных заведениях // Alma Mater: Університет св. Володимира напередодні та в добу Української революції (1917—1920 рр.): Матеріали, документи, спогади. К., 2000. Кн. 1.